# Cerdistus vittipes
Cerdistus vittipes är en tvåvingeart som först beskrevs av Macquart 1847.  Cerdistus vittipes ingår i släktet Cerdistus och familjen rovflugor. Inga underarter finns listade i Catalogue of Life.